# Hatinggian
Hatinggian is een bestuurslaag in het regentschap Toba Samosir van de provincie Noord-Sumatra, Indonesië. Hatinggian telt 858 inwoners (volkstelling 2010).